# Fosse (anatomie)
En anatomie, une fosse est une dépression ou un creux évasé généralement dans un os.
Une fosse squelettique recouverte de cartilage se nomme une fosse articulaire.

## Fosses squelettiques du crâne

### Faisant intervenir plusieurs os
- Fosse crânienne antérieure.
- Fosse crânienne moyenne.
- Fosse crânienne postérieure.
- Fosse temporale
- Fosse infratemporale.
- Fosse ptérygopalatine.
- Fosse ptérygoïde
- Fosse nasale ou cavité nasale
- Fosse occlusale

### Os sphénoïde
- Fosse hypophysaire (selle turcique).
- Fosse scaphoïde

### Os temporal
- Fosse mandibulaire.
- Fosse jugulaire.
- Fosse de l'incus

### Os pariétal
- Fosse pariétale

### Os frontal
- Fosse lacrymale
- Fosse trochléaire

### Os lacrymal
- Fosse du sac lacrymal

### Os occipital
- Fosse condylaire
- Fosse cérébelleuse
- Fosse cérébrale

### Os maxillaire
- Fosse canine
- Fosse incisive

### Mandibule
- Fosse rétromolaire
- Fosse digastrique
- Fosse sublinguale
- Fosse submandibulaire

### Cartilage de l'oreille
- Fosse de l'anthélix
- Fosse triangulaire de l'auricule

## Fosses squelettiques du membre supérieur

### Scapula
- Fosse infra-épineuse
- Fosse supra-épineuse
- Fosse subscapulaire
- Cavité glénoïdale de la scapula (fosse glénoïde)

### Humérus
- Fosse radiale
- Fosse de l'olécrane
- Fosse coronoïde

## Fosses squelettiques de l'abdomen

### Os coxal
- Fosse iliaque interne
- Fosse de l'acétabulum

## Fosses squelettiques du membre inférieur

### Fémur
- Fosse trochantérienne
- Fosse intercondylaire

### Fibula
- Fosse de la malléole latérale

## Fosses non squelettiques

### Système nerveux
- Fosse latérale du cerveau
- Fosse interpédonculaire du mésencéphale
- Fosse rhomboïde de la moelle allongée

### Oeil
- Fosse hyaloïde de l’œil

### Appareil oro-pharyngé
- Fosse oblongue du cartilage aryténoïde
- Fosse triangulaire du cartilage aryténoïde
- Fosse supratonsillaire au niveau du pharynx
- Fosse tonsillaire au niveau du pharynx

### Cœur
- Fosse ovale

### Foie
- Fosse de la vésicule biliaire

### Abdomen
- Fosses inguinales latérale et médiale
- Fosse épigastrique sous le sternum
- Fosse ovarienne
- Fosse supravésicale
- Fosse paravésicale
- Fosse paravésicale de Waldeyer
- Fosse naviculaire de l'uréthre
- Fosse du vestibule du vagin
- Fosse pararectale
- Fosse ischio-anale

### Sous-cutanée
- Fosse axillaire ou aisselle
- Fosse supraclaviculaire
- Fosse infraclaviculaire sous la clavicule entre les muscles deltoïde et grand pectoral.
- Fosse cubitale ou pli du coude
- Fosse crurale ou triangle fémoral
- Fosse poplitée derrière le genou